# Lupinus covillei
Lupinus covillei är en ärtväxtart som beskrevs av Edward Lee Greene. Lupinus covillei ingår i släktet lupiner, och familjen ärtväxter. Inga underarter finns listade i Catalogue of Life.